# Aléxandros Diomídis
Aléxandros Diomídis (en grec moderne:  Αλέξανδρος Διομήδης ), appelé en français Alexandre Diomède, est gouverneur de la Banque centrale de Grèce et un homme politique grec, né le 3 janvier 1875 à Athènes et décédé dans la même ville le 11 novembre 1950.

## Biographie
Il est le petit-fils de Diomidis Kiriakos, lui-même Premier ministre grec. Il étudie le droit et l'économie à Weimar et Paris et enseigne à l'université de Berlin. En 1905, il devient professeur à l'Université nationale capodistrienne d’Athènes.
Diomídis est nommé préfet d'Attique-Béotie en 1909. En 1910, il est élu député avec l'étiquette du Parti Libéral. Il est Ministre des finances de 1912 à 1915, puis en 1922. En 1927, il est nommé gouverneur de la Banque de Grèce.
Il devient Premier ministre après la mort de Themistoklis Sophoulis en 1949. C'est au cours de son mandat que se conclut la guerre civile grecque. Il est contraint de démissionner après un scandale impliquant son ministre des transports, Hadjipanos.
En plus d'être un économiste et un homme politique, Diomidis écrivit aussi plusieurs ouvrages, dont une histoire de l'Empire byzantin en deux volumes.